# Размахивание окровавленной рубашкой

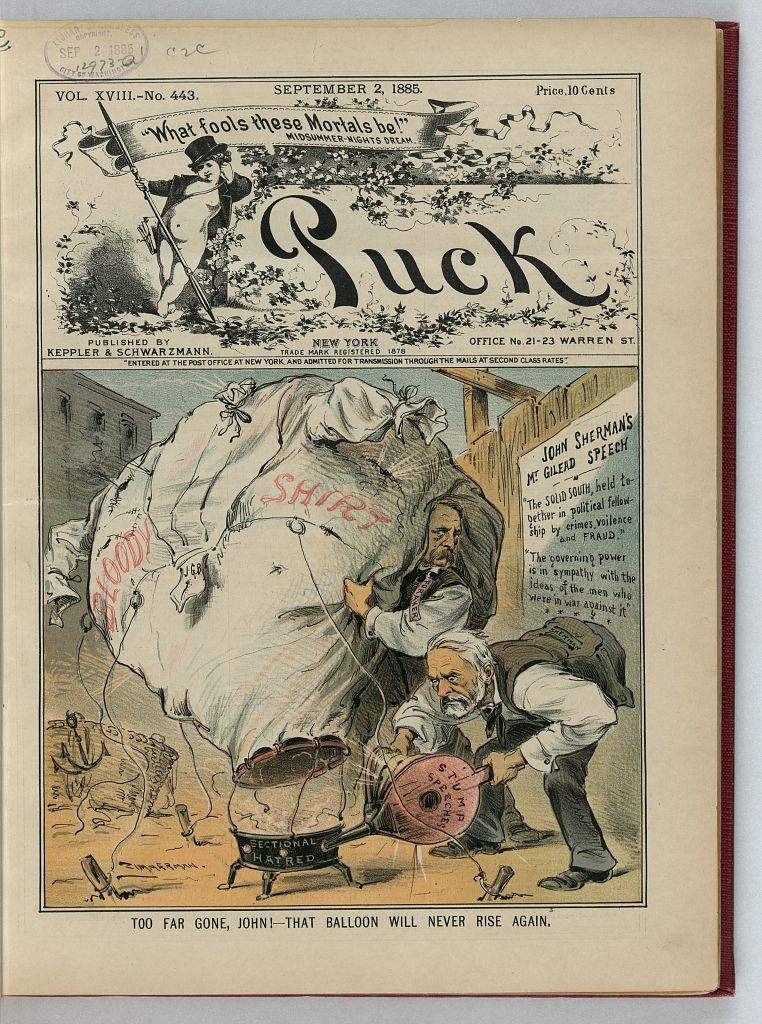
Карикатура, высмеивающая республиканскую стратегию: на иллюстрации губернатор Огайо Джозеф Форакер держит воздушный шар, сделанный из сшитых вместе рубашек с надписью «кровавая рубашка», а сенатор Джон Шерман наклоняется над горелкой с надписью «секционналистская ненависть», прикрепленным к основанию шара, пытаясь нагреть воздух, чтобы шар оторвался от земли. Надпись снизу гласит: «Это зашло слишком далеко, Джон! Этот шар никогда больше не взлетит.»

Размахивание окровавленной рубашкой (англ. Waving the bloody shirt) в контексте истории США — политическая стратегия, используемая республиканцами для привлечения избирателей посредством напоминания о страстях и тяготах недавней гражданской войны. Стратегия активно использовалась на президентских выборах 1868, 1872 и 1876 годов и оказалась очень эффективной для привлечения голосов ветеранов. Таким образом северный секционализм стал источником силы для республиканцев на долгие годы после окончания гражданской войны. К 1890-м годам риторика кровавой рубашки практически потеряла всю свою эффективность и привлекательность для северян, так как к этому моменту там выросло новое поколение людей, а страна сталкивалась с новыми вызовами. Южане также использовали эту фразу, когда северные политики поднимали вопрос насилия над вольноотпущенниками.
С появлением фразы была связана легенда о том, что конгрессмен и бывший генерал Союза Бенджамин Батлер, произнося речь в Палате представителей США, в которой он призвал принять законопроект, дающий федеральному правительству полномочия покончить с террором Ку-клукс-клана в 1871 году, якобы держал в руках окровавленную рубашку, принадлежащую саквояжнику, которого высекли представители этой организации. Хотя на самом деле Батлер не размахивал ничьей рубашкой, Аллен Хаггинс, управляющий школами округа Монро в штате Миссисипи, поддерживавший образование для чернокожих, на самом деле был избит толпой ку-клукс-клановцев. Позже южные политики и пресса активно использовали эту фразу для выражения своего пренебрежения, когда северяне упоминали насилие, совершаемое в отношении бывших рабов на юге, оправдывая бесчинства белых террористических организаций. Военизированная группировка сторонников превосходства белой расы «Красные рубашки» получила своё название из-за одежды, которую участники носили в знак насмешки над этой фразой.
После гражданской войны республиканцы пользовались тем, что демократы считались партией рабства и отделения (так как многие из сепаратистов были демократами) и выставляли их сторонниками возрождения Конфедерации. Во время выборов 1866 года военные, ставшие политиками, такие как Карл Шурц и Бенджамин Батлер, обращались к военным воспоминаниям в ходе кампании. Республиканцы апеллировали к эпохе войны и на выборах 1868 года, когда их кандидатом стал генерал Улисс Грант. Так, участник боевых действий Эмброуз Бернсайд утверждал, что кандидат от демократов Горацио Сеймур «является таким же ярым лидером нового восстания, как и Роберт Ли — старого». Во время выборов 1872 году карикатурист Томас Наст изображал демократов как оружие юга, а в 1876 кандидат Ратерфорд Хейс просил политика Джеймса Блейна уделять больше времени нападкам на юг в его речах. Однако после победы Хейс проводил примирительную попытку по отношению к югу и вывел войска из региона в рамках компромисса 1877 года. В 1880 году республиканцы выдвинули другого участника войны Джеймса Гарфилда и снова придерживались старой стратегии. Кандидатами от партии в 1884 году стали Джеймс Блейн и Джон Логан, которые часто обращались к «кровавой рубашке» во время агитации. К 1890-м годам обращение к военной тематике стало терять свою силу. Писатель Джордж Кёртис писал, что Америка устала «от профессиональных патриотов, вечно размахивающих окровавленной рубашкой». Также постепенно появились внутренние и международные вопросы, затмившие тему гражданской войны.